# Hohe Straße (Linz)
Die Hohe Straße ist eine Straße in der oberösterreichischen Landeshauptstadt Linz, sowie der Gemeinden Puchenau und Gramastetten. Sie verläuft in Verlängerung der Hagenstraße von der Berggasse in südwestlicher Richtung mäandrierend auf den Pöstlingberg nach Norden bis zum Dießenleitenweg und wurde auf Linzer Stadtgebiet 1926 benannt.

## Lage und Charakteristik
Die Hohe Straße ist im gesamten Verlauf Teil der L581 Hansberg Landesstraße und Ausfallstraße von Linz. Sie befindet sich zum Teil auf Linzer, Puchenauer und Gramastettner Gemeindegebiet.

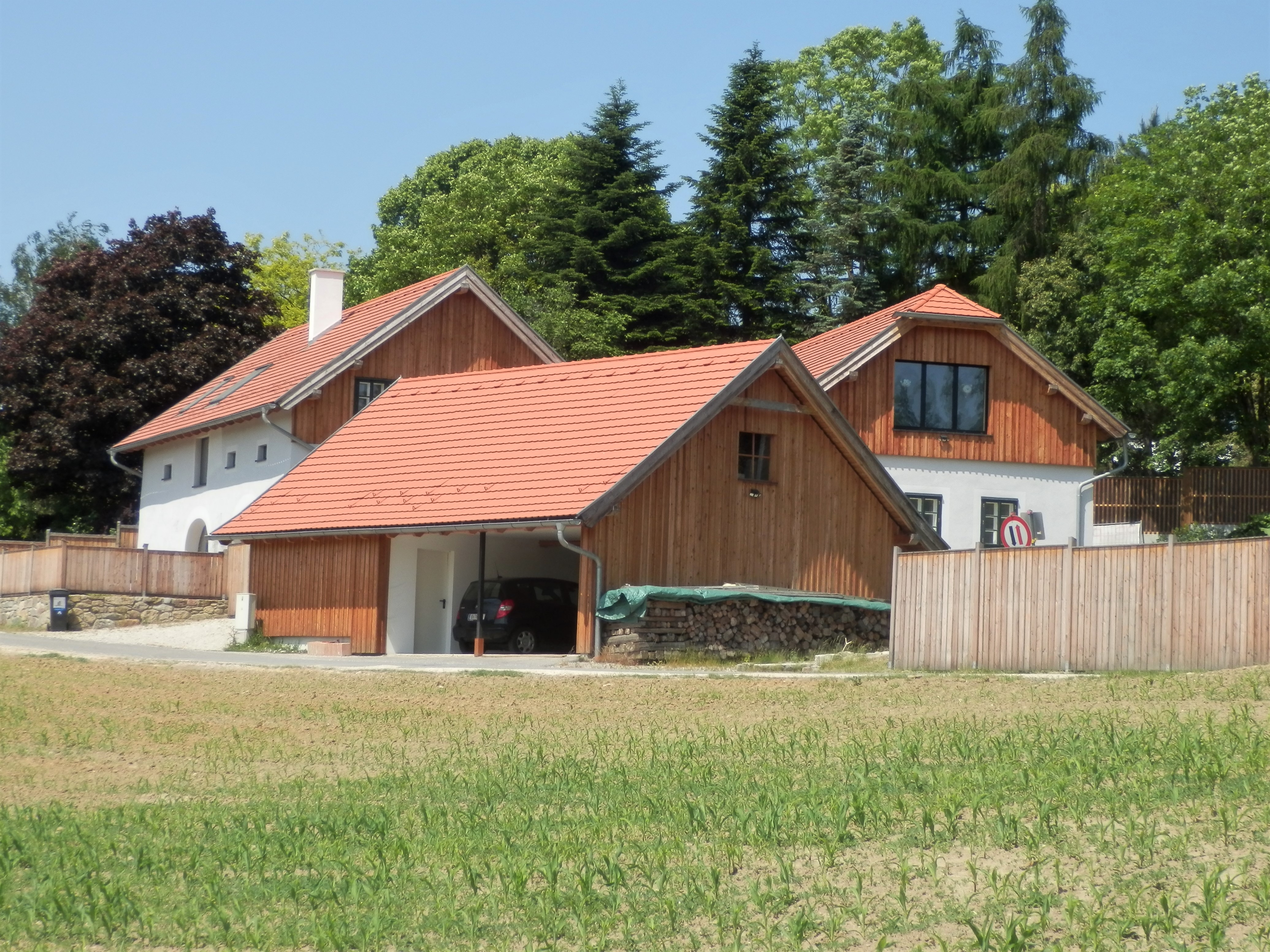
Das Lussergütl an der Hohen Straße am Pöstlingberg

## Gebäude

### Nr. 140
Lussergütl